# Cistus
Cistus L., 1753 è un genere di piccoli arbusti o frutici sempreverdi appartenente alla famiglia delle Cistaceae.

## Descrizione
I cisti hanno fiori vistosi, a simmetria raggiata, con calice persistente a 3-5 sepali, corolla dialipetala a 5 petali bianchi o rosei, androceo con numerosi stami poco sviluppati in lunghezza, ovario composto da 3-5 carpelli sormontato da uno stilo semplice.
Il frutto è una capsula a 5 valve contenente più semi.
È pianta mellifera, non di grande quantità, ma di ottima qualità di miele.

## Distribuzione e habitat
Si tratta di specie tipiche della macchia mediterranea, dell'Oleo-ceratonion e più raramente della gariga. La presenza di alcune specie, in particolare il Cistus monspeliensis, in associazioni floristiche quasi pure, è indice di degradazione della macchia mediterranea o dell'Oleo-ceratonion e rappresenta un possibile stadio di involuzione verso la gariga o la prateria.

## Tassonomia
Il genere comprende le seguenti specie:
- Cistus × aguilari O.E.Warb.
- Cistus × akamantis Demoly
- Cistus albidus L. - cisto biancastro
- Cistus asper Demoly & R.Mesa
- Cistus atlanticus (Humbert & Maire) Demoly
- Cistus atriplicifolius Lam.
- Cistus × banaresii Demoly
- Cistus calycinus L.
- Cistus × canescens Sweet
- Cistus × cebennensis Aubin & J.Prudhomme
- Cistus × cheiranthoides Lam.
- Cistus chinamadensis Bañares & P.Romero
- Cistus × clausonii Font Quer & Maire
- Cistus clusii Dunal
- Cistus × conradiae Demoly
- Cistus creticus L.
- Cistus crispus L.
- Cistus × cyprius Lam.
- Cistus × dansereaui P.Silva
- Cistus × escartianus Demoly
- Cistus × florentinus Lam.
- Cistus formosus Curtis
- Cistus grancanariae Marrero Rodr., R.S.Almeida & C.Ríos
- Cistus halimifolius L.
- Cistus heterophyllus Desf.
- Cistus horrens Demoly
- Cistus × hybridus Pourr.
- Cistus × incanus L. - cisto villoso
- Cistus inflatus Pourr. ex J.-P.Demoly
- Cistus × ingwersenii Demoly
- Cistus ladanifer L. - cisto ladanifero
- Cistus lasianthus Lam.
- Cistus lasiocalycinus (Boiss. & Reut.) Byng & Christenh.
- Cistus laurifolius L. - cisto maggiore
- Cistus × laxus Aiton
- Cistus × ledon Lam.
- Cistus libanotis L.
- Cistus macrocalycinus (Pau) Byng & Christenh.
- Cistus × matritensis Carazo Roman & Jiménez Alb.
- Cistus monspeliensis L. - cisto marino
- Cistus munbyi Pomel
- Cistus × nigricans Pourr.
- Cistus × novus Rouy
- Cistus × obtusifolius Sweet
- Cistus ocreatus C.Sm. ex Buch
- Cistus ocymoides Lam.
- Cistus osbeckiifolius Webb ex Christ
- Cistus palmensis Bañares & Demoly
- Cistus parviflorus Lam.
- Cistus × pauranthus Demoly
- Cistus × platysepalus Sweet
- Cistus populifolius L.
- Cistus × pourretii Rouy & Foucaud
- Cistus pouzolzii Delile ex Gren. & Godr.
- Cistus salviifolius L. - cisto femmina
- Cistus × santae (Sauvage) Demoly
- Cistus sintenisii Litard.
- Cistus × skanbergii Lojac.
- Cistus × stenophyllus Link
- Cistus symphytifolius Lam.
- Cistus umbellatus L.
- Cistus × verguinii Coste
- Cistus × vinyalsii Sennen